# Advanced Synthesis & Catalysis
Advanced Synthesis & Catalysis (abrégé en Adv. Synth. Catal.) est une revue scientifique à comité de lecture qui a pour objectif de présenter des articles de recherche sur les thématiques de catalyse en chimie organique et organométallique ainsi que leurs applications.
D'après le Journal Citation Reports, le facteur d'impact de ce journal était de 4,4 en 2023. L'actuel directeur de publication est Ryoji Noyori (prix Nobel de chimie en 2001) (Université de Nagoya, Japon).

## Historique
Au cours de son histoire, le journal a changé plusieurs fois de nom :
- Journal für Chemie und Physik, 1811-1833
- Journal für Technische und Ökonomische Chemie, 1828-1833
- Journal für Praktische Chemie, 1834-2000  (ISSN 0941-1216)[3]
- Advanced Synthesis & Catalysis, 2001-en cours  (ISSN 1615-4150)